# Trigonectes
Trigonectes ist eine Gattung der Saisonfische aus der Familie Rivulidae und gehört zur Gruppe der Eierlegenden Zahnkarpfen. Die Arten dieser Gattung bewohnen temporäre Gewässer im Pantanal, im Chaco und in den Flussbecken des Rio Madeira, des Rio Araguaia und des Rio Tocantins.

## Merkmale
Die Gattung Trigonectes unterscheidet sich von den Arten anderer Gattungen der Familie Rivulidae durch die Merkmalskombination eines länglichen Körpers, stark verlängerter Bauch-, After- und Rückenflossen, einer langen Präanallänge, einer schrägen Schnauze und eines leicht abgeflachten Körpers ab Analhöhe.

## Arten
Die Gattung Trigonectes umfasst folgende sechs Arten:
- Trigonectes aplocheiloides Huber, 1995
- Trigonectes balzanii (Perugia, 1891)
- Trigonectes macrophthalmus Costa, 1990
- Trigonectes rogoaguae (Pearson & Myers, 1924)
- Trigonectes rubromarginatus Costa, 1990
- Trigonectes strigabundus Myers, 1925